# Tramway Bayonne-Lycée-Biarritz
Pour les articles homonymes, voir BLB.
Le tramway de Bayonne-Lycée à Biarritz (BLB) est une ligne de tramway électrique qui a fonctionné entre ces villes entre 1888 et 1948.
C'est l'une des trois lignes de chemin de fer secondaire qui ont desservi ces deux villes au début du XXe siècle :
- la ligne la plus directe, celle du tramway de Bayonne-Lycée-Biarritz, exploitée de 1888 à 1948 ;
- une ligne située plus au nord et desservant Anglet, le chemin de fer Bayonne-Anglet-Biarritz, exploité de 1877 et 1953 ;
- une ligne suivant l'Adour jusqu'à son embouchure, puis la côte de l'océan Atlantique par la barre à Anglet, exploitée par les VFDM réseau basque de 1919 à 1948.

## Histoire

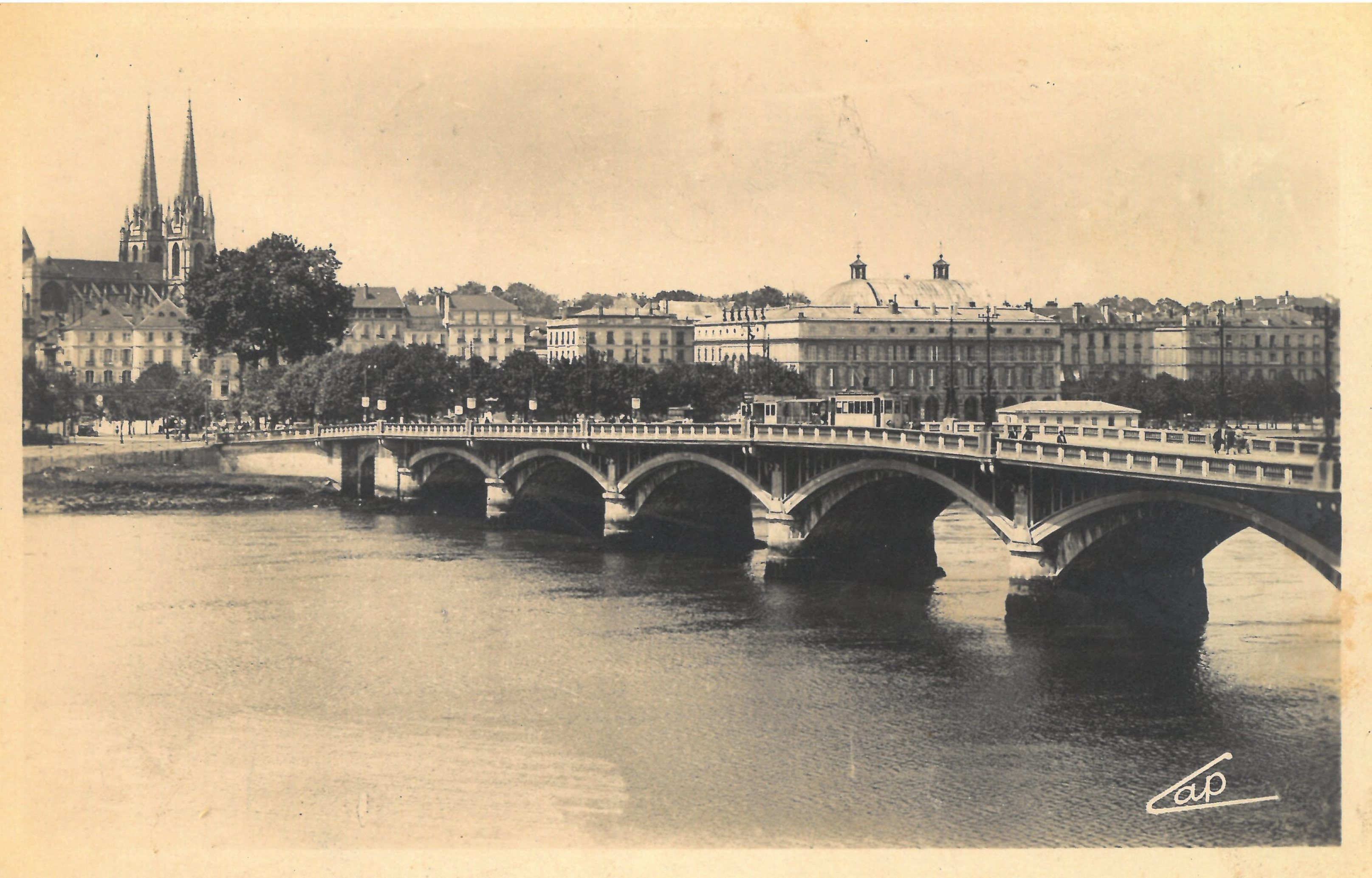
Un tramway sur le pont de Bayonne

Le baron Édouard Empain dépose un projet de tramway entre Bayonne et Biarritz  en 1879.
La concession de la ligne est attribuée par l'État à la ville de Bayonne. Cette dernière la cède à Mrs Ruiz, Salvador, S'Hermann et Labedan, par le biais d'une convention établie le 12 juin 1884. Le 31 octobre 1885, la ligne est déclarée d'utilité publique.
La compagnie des chemins de fer à voie étroite du Midi (CFVEM), est alors formée et se substitue aux concessionnaires initiaux, à la suite d'un traité établi le 28 juin 1887 et approuvé en juin 1890.
En 1898 la compagnie devient Compagnie du chemin de fer de Pau-Oloron-Mauléon et du tramway de Bayonne à Biarritz. En 1901, Edmond Caze en est le président et Édouard Empain, de nationalité belge, administrateur.
À l'origine et jusqu'en 1914 la traction des trains est assurée par des locomotives à vapeur. La ligne est électrifiée le 1er février 1914.
Le tramway disparait le 1er octobre 1948.

## Infrastructure
La ligne est construite à voie métrique, implantée en accotement de la voie publique (ce qui expliquait sa dénomination de « tramway »); la nationale 10 pour la ligne principale et la départementale 19 pour l'embranchement du Lycée de Marracq.

### Les lignes
- Bayonne - Saint Léon - Biarritz : 8,5 km, ouverture le  18 octobre 1888, fermeture le 3 août 1948[4]. La ligne avait son origine en gare de Bayonne, passait par le Pont sur l'Adour, suivait les Allées Paulmy puis la route de Biarritz, et se terminait devant le Casino de Biarritz[5].
- Saint Léon - Lycée de Marracq : (embranchement) 1,5 km, ouverture le 18 octobre 1888[6].

## Exploitation

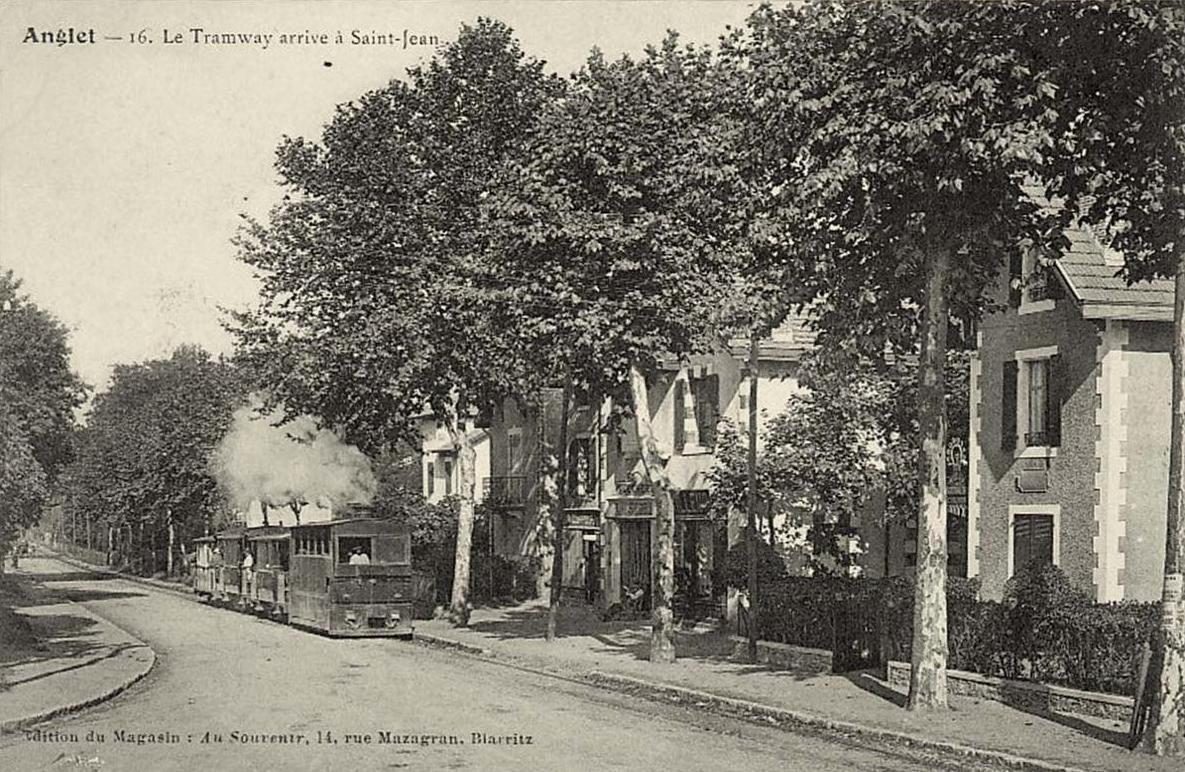
Le tramway arrivant à Saint-Jean

À l'origine, la ligne était exploitée par des trains de cinq voitures, tractés par des locomotives à vapeur bi-cabines, typiques des tramways à vapeur de l'époque. Il fallait 31 minutes pour parcourir la totalité du trajet avec une fréquence d'une rame par quart d'heure aux heures de pointe.
Afin de résister à la concurrence induite par la création de la ligne des VFDM, la ligne est électrifiée. Le nouveau service débute le 1er février 1914.

### Trafic
Nombre de voyageurs transportés :
- en 1912 : 1 123 000 ;
- en 1927 : 3 729 000[7],[8].

### Matériel roulant
Locomotives à vapeur
 à l'ouverture de la ligne.

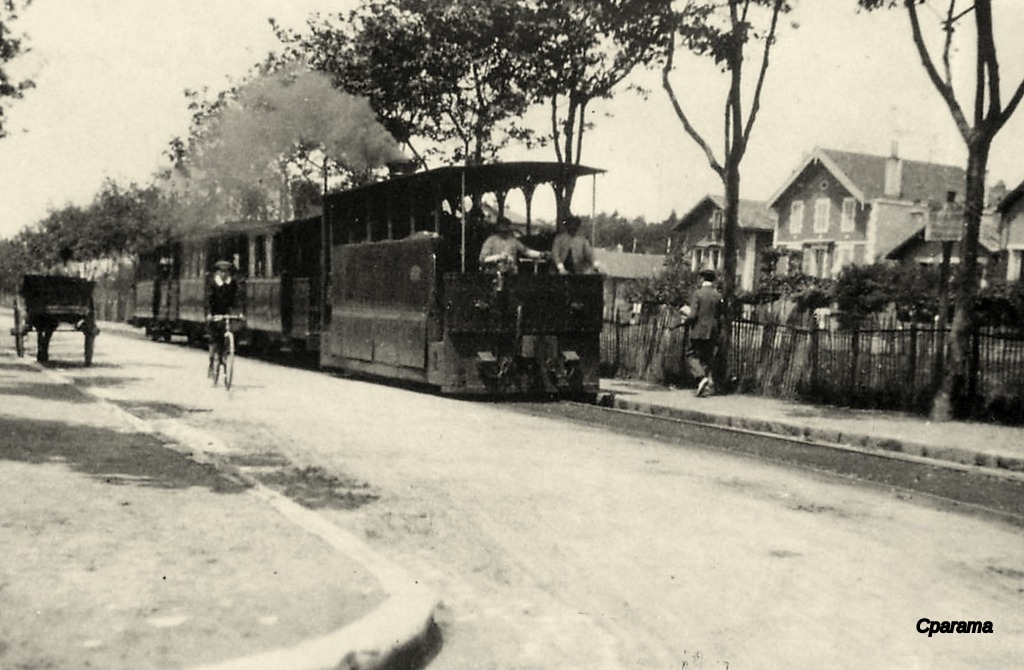
Locomotive Blanc-Misseron 030T série 1 à 6.

- no 1 à 6, type 030T livrées en 1887 par Blanc-Misseron (n° Blanc-Misseron 33-38), poids à vide : 20,7 tonnes[9].

Automotrices électriques
- 12 motrices à 2 essieux de 48 places livrées par les usines Ragheno  en 1914
- 2  motrices à 2 essieux livrées par la CIMT  en 1932[10]
- 2  motrices à 2 essieux acquises d'occasion[10],[11] ex Tramway de Rodez

Voitures à voyageurs
- 22 voitures à 2 essieux et plates-formes[5].

En 1927, le matériel roulant de la compagnie était constitué de 12 motrices électriques et 35 remorques.